# KinouKyouAshita
『KinouKyouAshita』（きのうきょうあした）は、東京スカパラダイスオーケストラの31枚目のシングル。発売元はcutting edge。2009年10月7日発売。規格品番はCTCR-40298。

## 概要
- 前作の「星降る夜に」から約3年ぶりのシングル。

## 収録曲
- 編曲：東京スカパラダイスオーケストラ

1. KinouKyouAshita(5:23)
  - 作詞：谷中敦
  - 作曲：沖祐市, 加藤隆志, 茂木欣一
  - Vocal：茂木欣一
2. Give Me Back My Ball(3:12)
  - 作詞：谷中敦
  - 作曲：GAMO
3. 愛の賛歌 -Hymne a l'amour-
  - 作曲：Margerite Monnot
4. トーキョースカメドレー Live at Zepp Tokyo（2009/05/09 "PARADISE BLUE TOUR FINAL"）Shot in the dark〜SKA JERK〜JAMAICA SKA〜LUCKY SEVEN〜ONE STEP BEYOND